# Pita de clatell blau
La pita de clatell blau (Hydrornis nipalensis) és una espècie d'ocell de la família dels pítids (Pittidae) que habita els boscos del nord-est de l'Índia, el Nepal, Bangladesh, sud-oest de la Xina, Myanmar i el nord de Laos i del Vietnam.